# Aleksandr Sverchinskiy
Aleksandr Sverchinskiy (tiếng Belarus: Аляксандар Свярчынскi; tiếng Nga: Александр Сверчинский; sinh 16 tháng 9 năm 1991) là một cầu thủ bóng đá Belarus thi đấu cho Minsk

## Danh hiệu
Minsk
- Vô địch Cúp bóng đá Belarus: 2012–13